# Johanneskerk (Saalfeld)
De Johanneskerk (Duits: Johanneskirche) is de protestantse stadskerk in Saalfeld aan de Saale in Thüringen. Het is de grootste hallenkerk van de deelstaat en staat op een heuvel in de binnenstad in de onmiddellijke nabijheid van het Marktplein (Martkplatz). De beide 64 meter hoge torens zijn in de verre omtrek zichtbaar.   

## Geschiedenis

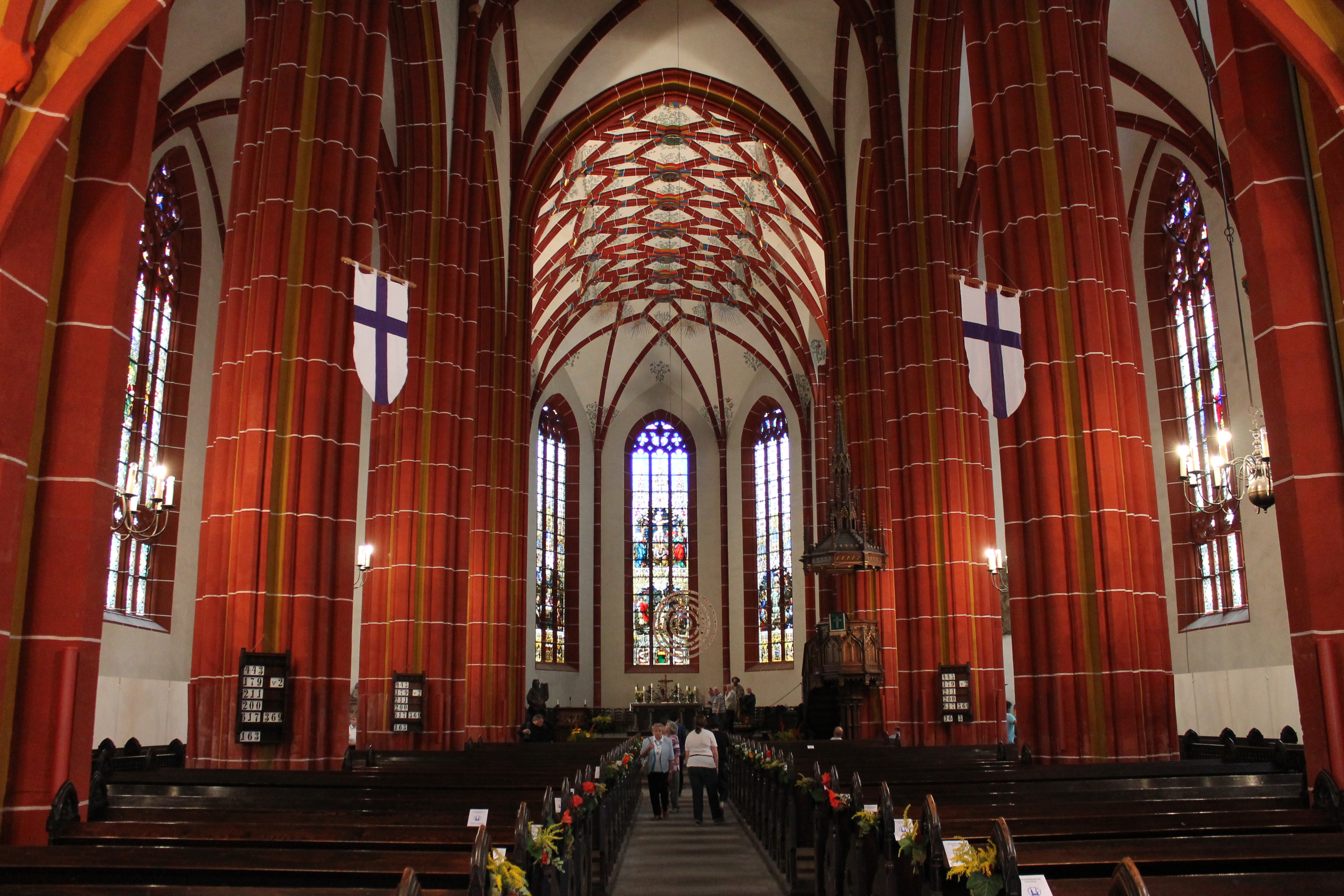
Interieur

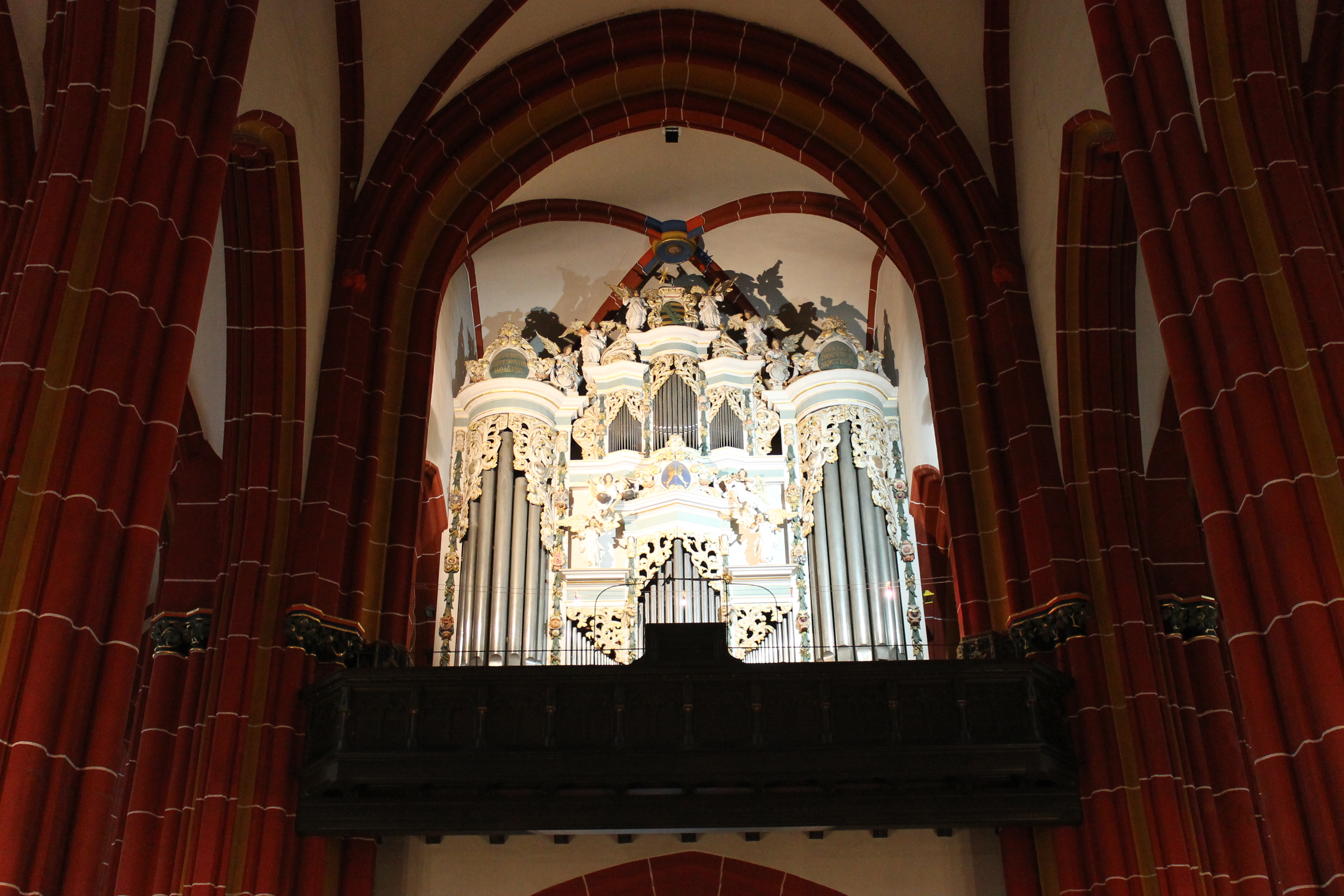
Orgel

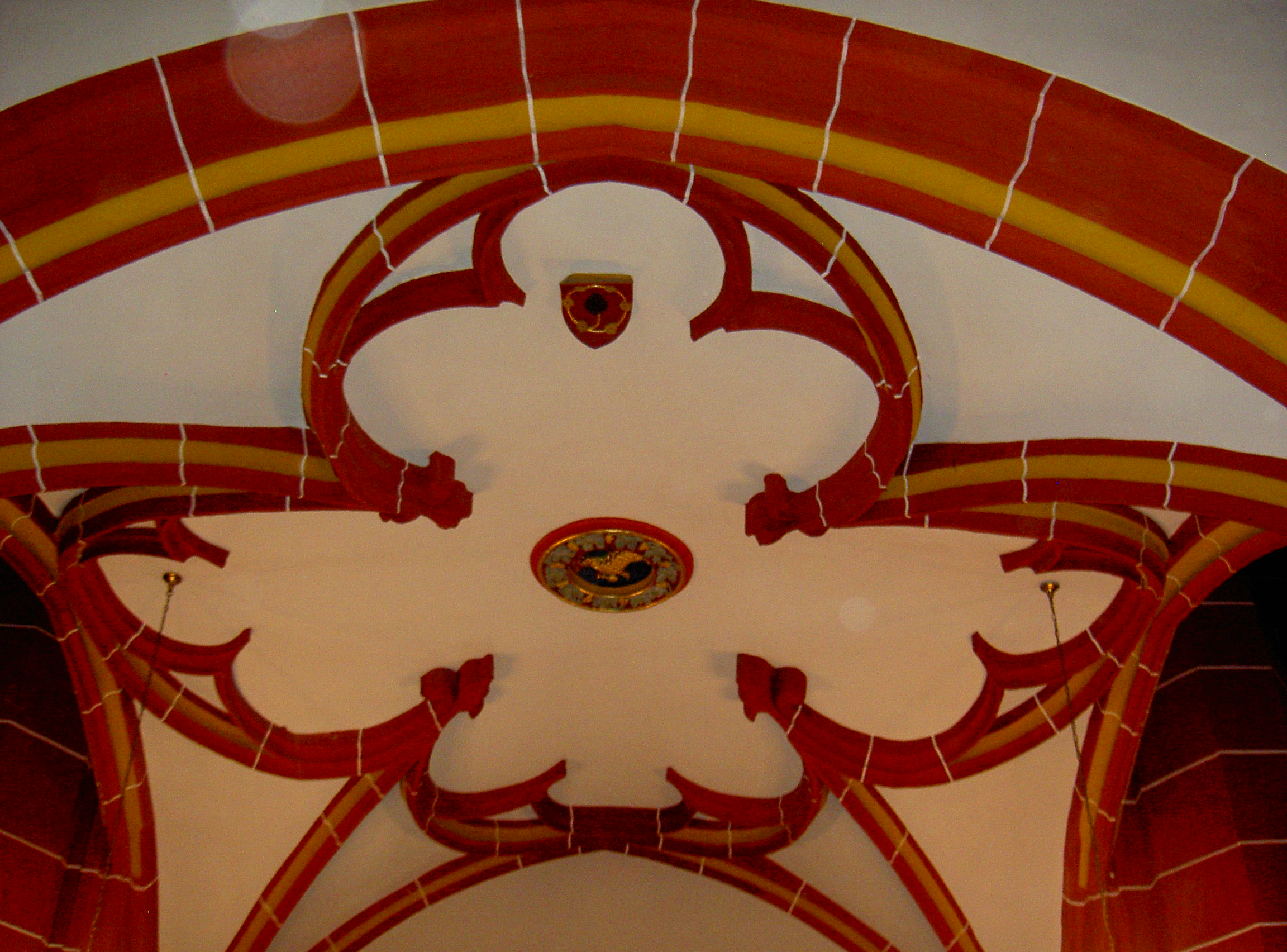
Gewelf

Nadat de romaanse voorganger door brand in 1314 werd verwoest, werd de huidige gotische Johanneskerk in de periode 1380-1514 gebouwd. De reformatie werd in 1524 in Saalfeld ingevoerd en sindsdien is de kerk een luthers kerkgebouw. De eerste superintendent was de reformator Caspar Aquila (eigenlijk Johann Kaspar Adler), die Maarten Luther nog heeft meegeholpen bij de vertaling van het Oude Testament,
Toen Saalfeld tegen het einde van de 17e eeuw hoofdstad werd van Saksen-Saalfeld, diende de crypte onder de kerk als grafkelder voor de hertogen. Het nieuwe orgel werd in 1714 ingewijd.  
Een ingrijpende renovatie van de kerk vond in de jaren 1891-1894 plaats. In deze periode werden de huidige torenspitsen opgericht, die iets hoger zijn als de oudere. De restauratie van het interieur vond in 1983 plaats.  
Het kerkgebouw dient tegenwoordig de protestants-lutherse kerkgemeente van Saalfeld als plaats voor erediensten en tentoonstellingen.

## Orgel
Het orgel op de westelijke galerij werd in 1894 door Wilhelm Sauer (Frankfurt/Oder) in de oude orgelkas van de voorganger uit 1708 (Fincke) ingebouwd. Veranderingen in het orgel in de jaren 1930 werden 1996 door de orgelbouwfirma Rösel & Hercher (Saalfeld) ongedaan gemaakt met de reconstructie van 16 registers. Het orgel bevindt zich sindsdien weer in de oorspronkelijke staat en bezit vijftig registers op mechanische kegelladen. De speeltracturen zijn pneumatisch.